# Johann Christoph Schwab

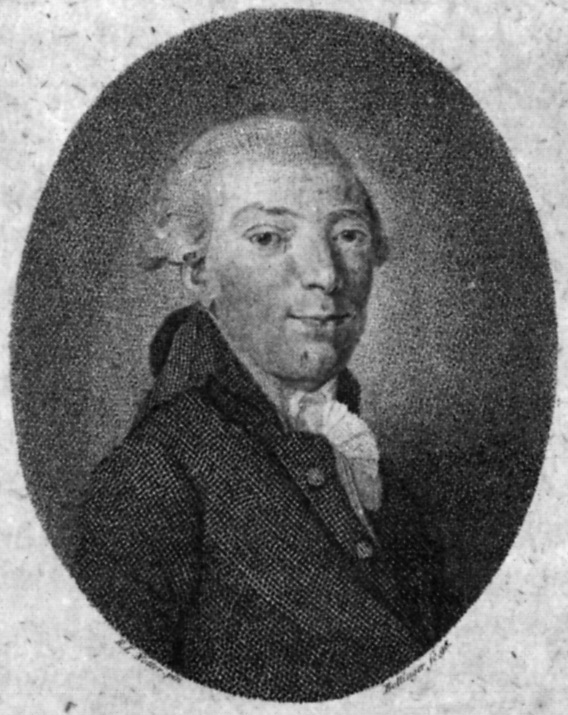
Johann Christoph Schwab

Johann Christoph Schwab (* 10. Dezember 1743 in Ilsfeld; † 15. April 1821 in Stuttgart) war ein  württembergischer Philosoph.

## Leben
Johann Christoph Schwab war ein Sohn des herrschaftlichen Renovators (Rechnungsbeamter) Philipp Jakob Schwab (1715–1788) und dessen Frau Sophie Barbara geb. Hosch (1717–1762). Schwab studierte Philosophie und Theologie an der Universität Tübingen und war im Anschluss elf Jahre Hofmeister am Genfersee in der französischsprachigen Schweiz, wo er hervorragende Kenntnisse der französischen Sprache und Literatur erlangte. 1778 wurde er als Professor für Logik und Metaphysik an die Hohe Karlsschule nach Stuttgart berufen, wo er unter anderem auch Friedrich Schiller unterrichtete. In philosophischen Fragen galt Schwab als Anhänger von Gottfried Wilhelm Leibniz und Christian Wolff, neue philosophische Strömungen wie die von Immanuel Kant vertretene lehnte er zeitlebens ab. Für seine Schriften wurde er ab 1784 mehrfach ausgezeichnet, darunter drei Mal von der Königlich-Preußischen Akademie der Wissenschaften in Berlin. 1788 wurde er auswärtiges und 1812 Ehrenmitglied dieser Akademie. Die Russische Akademie der Wissenschaften in Sankt Petersburg nahm ihn 1798 als korrespondierendes Mitglied auf.
Bereits für seine erste ausgezeichnete Schrift Ursachen der Allgemeinheit der französischen Sprache und der wahrscheinlichen Dauer ihrer Herrschaft erhielt er einen Ruf Friedrichs des Großen an die Berliner Kriegsschule, dem er jedoch nicht folgen konnte, da ihn Herzog Carl Eugen mit einer Stellung als geheimer Sekretär im Stuttgarter Staatsministerium hielt. Unter Herzog Ludwig Eugen wurde er Geheimer Hofrat. Weiteren Regierungen gehörte er als Ministerialsekretär an, bevor er 1816 durch König Wilhelm I. zum Mitglied des Oberstudienrats ernannt wurde.
Seine Söhne waren der Pfarrer und Schriftsteller Gustav Schwab (1792–1850) sowie der württembergische Staatsbeamte Karl Heinrich von Schwab (1781–1847). Schwabs Tochter Wilhelmine Charlotte (1794–1874) heiratete den zukünftigen Obermedizinalrat Friedrich Jäger (1785–1866).
Nach Johann Christoph Schwab ist heute in seinem Heimatort Ilsfeld die Schwabstraße benannt.

## Werke (Auswahl)
- Zwölf Gedichte. Typographische Gesellschaft, Bern 1775. (Digitalisat)
- Dissertatio Logica De Methodo Analytica. Cotta, Stuttgart 1779. (Digitalisat)
- Von den Ursachen der Allgemeinheit der Französischen Sprache und wahrscheinlichen Dauer ihrer Herrschaft. Heerbarndt, Tübingen 1785. (Digitalisat)
- Einige Bemerkungen über die Apologie des Herrn Rektors Forberg zu Saalfeld wegen des ihm angeschuldigten Atheismus. Heerbrandt, Tübingen 1800. (Digitalisat)
- Prüfung der Kantischen Begriffe von der Undurchdringlichkeit der Körper. Schwickert, Leipzig 1807. (Digitalisat)
- Commentatio in primum elementorum Euclidis librum. Steinkkopf, Stuttgart 1814. (Digitalisat)